# ロンドン・タウン
『ロンドン・タウン』（英語: London Town）は、1978年3月31日にリリースされたウイングスのアルバム。ビートルズ解散後のポールのアルバムとしては8作目、ウイングス名義では6作目にあたる。イギリスで4位、アメリカで2位を記録した。

## 解説
1977年2月にロンドンのアビー・ロード・スタジオでレコーディングを開始。5月からはヴァージン諸島に浮かぶ船で洋上レコーディングが行われたが、帰英後ジミー・マカロックとジョー・イングリッシュがウイングスから脱退したため、"Girlfriend"や"Deliver Your Chirdren"など何曲かはポールとリンダ・マッカートニー、デニー・レインの3人によって完成した（当時リンダは産休に入っていたため、事実上ポールとデニー）。但し、アルバムジャケットはポール、リンダ、デニーの3人だけが写っているが、アルバム・クレジットにはジミーとジョーもメンバーとして記載されている。
伝統音楽に関心が深いデニーの影響もあり、トラッド調の楽曲が多い。"Children Children"と"Deliver Your Chirdren"はデニーがリードヴォーカルを担当している。
ビージーズが音楽担当した映画『サタディ・ナイト・フィーバー』のサウンドトラックに阻まれたためアルバム・チャートでは、イギリスで4位、アメリカで6週連続2位と、1973年の『レッド・ローズ・スピードウェイ』から続いていた連続第1位獲得を果たせなかった。
ウィングスのアルバムの中では、最もデニー・レインとの作品が多い。

## 収録曲
（特筆ない限りポール・マッカートニー作詞作曲）

### Side A
1. たそがれのロンドン・タウン - London Town 4:06（&デニー・レイン）
2. セーヌのカフェ・テラス - Cafe on the Left Bank 3:24
3. アイム・キャリング - I'm Carrying 2:41
4. なつかしの昔よ - Backwards Traveller 1:09
5. カフ・リンクをはずして - Cuff Link 1:53
6. チルドレン・チルドレン - Children Children 2:20（&デニー・レイン）
7. ガールフレンド -  Girlfriend 4:38
8. 別れの時 - I've Had Enough 3:00

### Side B
1. しあわせの予感 - With a Little Luck 5:43
2. 伝説のグルーピー - Famous Groupies 3:34
3. 子供に光を - Deliver Your Children 4:15（&デニー・レイン）
4. ネーム・アンド・アドレス - Name and Address 3:06
5. ピンチをぶっ飛ばせ - Don't Let It Bring You Down 4:31（&デニー・レイン）
6. モース・ムースとグレイ・グース - Morse Moose and the Grey Goose 6:24（&デニー・レイン）

### 1987年CDボーナス・トラック
1. ガールズ・スクール - Girls' School 3:15　* 英国・日本盤のみショート･エディット・バージョン。

### 1993年ポール・マッカートニー・コレクション盤のボーナス・トラック
1. ガールズ・スクール- Girls' School 4:34　*オリジナル・バージョン
2. 夢の旅人 - Mull of Kintyre 4:41（&デニー・レイン）

## 演奏者
- ポール・マッカートニー  –  Vocal, Guitar, Bass, Keyboards, Drums, Percussion, Violin, Flageolet, Recorder
- リンダ・マッカートニー  –  Vocal, Keyboards, Percussion
- デニー・レイン  –  Vocal, Guitar, Bass, Flageolet, Recorder, Percussion
- ジミー・マカロック  –  Guitar, Percussion
- ジョー・イングリッシュ（英語版）  –  Vocal, Drums, Percussion, Harmonica